# Nationaal Park Isla Bastimentos
Het Nationaal Park Isla Bastimentos (Spaans: Parque Nacional Marino Isla Bastimentos) is een 13.226 hectare groot nationaal park in Panama. 

## Geschiedenis
Nationaal Park Isla Bastimentos werd in 1988 geopend. 

## Ligging
Nationaal Park Isla Bastimentos ligt in de provincie Bocas del Toro en omvat een groot deel van Isla Bastimentos, evenals de omliggende kustzee.

## Landschap
Isla Bastimentos is grotendeels begroeid met regenwoud. Langs de kusten liggen mangrovebossen en zandstranden. In de kustzeeën van het nationaal park liggen koraalriffen.

## Flora en fauna
Isla Bastimentos, en (schier)eilanden van Bocas del Toro in het algemeen, is bekend om de diverse kleurvarianten van de aardbeikikker die op de verschillende delen van het eiland voorkomen en sterk afwijken van de gebruikelijke kleurvariant met rode huid met blauwe "broek" op het vasteland. De kapucijnluiaard is het grootste zoogdier in het nationaal park. Andere diersoorten van Nationaal Park Isla Bastimentos zijn onder meer de witschouderkapucijnaap, groene leguaan, brilkaaiman en diverse vogelsoorten. Tot de flora behoren palmen, varens, bromelia's en orchideeën. Er komen ongeveer tweehonderd soorten vissen voor in de kustzeeën van het nationaal park.
Altos de Campana · Camino de Cruces · Cerro Hoya · Chagres · Coiba · Darién · Golfo de Chiriquí · Isla Bastimentos · La Amistad · Metropolitano · Omar Torrijos · Portobelo · Santa Fe · Sarigua · Soberanía · Volcán Barú